# 대한민국 민법 제310조
대한민국 민법 제310조는 전세권자의 상환청구권에 대한 민법 물권법 조문이다.

## 조문
제310조(전세권자의 상환청구권) ① 전세권자가 목적물을 개량하기 위하여 지출한 금액 기타 유익비에 관하여는 그 가액의 증가가 현존한 경우에 한하여 소유자의 선택에 좇아 그 지출액이나 증가액의 상환을 청구할 수 있다.
②전항의 경우에 법원은 소유자의 청구에 의하여 상당한 상환기간을 허여할 수 있다.

310條(傳貰權者의 償還請求權) ① 傳貰權者가 目的物을 改良하기 爲하여 支出한 金額 其他 有益費에 關하여는 그 價額의 增加가 現存한 境遇에 限하여 所有者의 選擇에 좇아 그 支出額이나 增加額의 償還을 請求할 수 있다.
②前項의 境遇에 法院은 所有者의 請求에 依하여 相當한 償還期間을 許與할 수 있다.

## 해설
제2항과 제4항은 1984.4.10에 신설되었다.

## 참고 문헌
- 강태성. "민법 제309조와 제310조에 대한 검토 및 개정방향." 토지법학 34.1 (2018): 101-141.
- 오현수, 일본민법, 진원사, 2014. ISBN 978-89-6346-345-2
- 오세경, 대법전, 법전출판사 , 2014 ISBN 978-89-262-1027-7
- 이준현 , LOGOS 민법 조문판례집, 미래가치, 2015. ISBN 979-1-155-02086-9